# Kara Wingerová
Kara Estelle Wingerová (* 10. dubna 1986) je americká atletka, jejíž specializací je hod oštěpem. Jejím zatím nejúspěšnějším rokem je rok 2022, kdy se stala v Eugene vicemistryní světa, vyhrála diamantovou ligu a vylepšila v Bruselu americký národní rekord na 68,11 m.